# Nicole Azzopardi
Nicole Azzopardi, född 26 december 1996, är en maltesisk sångare.
Den 4 september 2010 vann hon den maltesiska uttagningen till Junior Eurovision Song Contest 2010 med låten "Knock knock, boom boom", och hon kom därmed att representera Malta i tävlingen den 20 november 2010 i Minsk. I finalen fick hon 35 poäng, vilket innebar en näst sista plats (13:e).